# Klickljud
Klickljud är konsonanter som bildas med hjälp av dubbel avspärrning. Dels spärras talröret av vid velum, dels sker en avspärrning längre fram i talröret. När talröret är avspärrat på båda platserna, sänks tungan, och då uppstår ett undertryck. Den främre avspärrningen släpps så hastigt, och ett klickande ljud kan höras. Klickljud använder sig alltså inte av en luftström från lungorna som huvudsaklig ljudkälla, det vill säga de är icke-pulmoniska, ett särdrag de delar med ejektivor och implosivor.
Västerländska exempel är dentalt klickljud som skrivs "tsk-tsk" och som uttrycker misstrogenhet och lateralt klickljud som används för att mana på hästar.
Klickljud utanför interjektioner finns i vissa afrikanska språk, som khoisanspråk, tuuspråk (ǁXegwi) och vissa bantuspråk. Utanför Afrika är de ovanliga.
| Icke-pulmoniska konsonanter |        |       |       |       |         |       |       |        |        |       |
| \| \| bilab. \| dent. \| alve. \| alve. \| postal. \| retr. \| retr. \| palat. \| velara \| uvul. \| \| Klickljud \| ʘ \| ǀ \| ǁ \| ǁ \| ǃ \| 𝼊 \| 𝼊 \| ǂ \| ʞ \| \| \| Implosivor \| ɓ \| ɗ \| ɗ \| ɗ \| ɗ \| ᶑ \| ᶑ \| ʄ \| ɠ \| ʛ \| \| Ejektivor \| pʼ \| \| tʼ \| sʼ \| \| ʈʼ \| ʂʼ \| \| kʼ \| qʼ \| |        |       |       |       |         |       |       |        |        |       |
| | bilab. | dent. | alve. | alve. | postal. | retr. | retr. | palat. | velara | uvul. |
| Klickljud | ʘ      | ǀ     | ǁ     | ǁ     | ǃ       | 𝼊     | 𝼊     | ǂ      | ʞ      |       |
| Implosivor | ɓ      | ɗ     | ɗ     | ɗ     | ɗ       | ᶑ     | ᶑ     | ʄ      | ɠ      | ʛ     |
| Ejektivor | pʼ     |       | tʼ    | sʼ    |         | ʈʼ    | ʂʼ    |        | kʼ     | qʼ    |